# Aglyptodactylus madagascariensis
Aglyptodactylus madagascariensis är en groddjursart som först beskrevs av Duméril 1853.  Aglyptodactylus madagascariensis ingår i släktet Aglyptodactylus och familjen Mantellidae. IUCN kategoriserar arten globalt som livskraftig. Inga underarter finns listade i Catalogue of Life.

## Bildgalleri

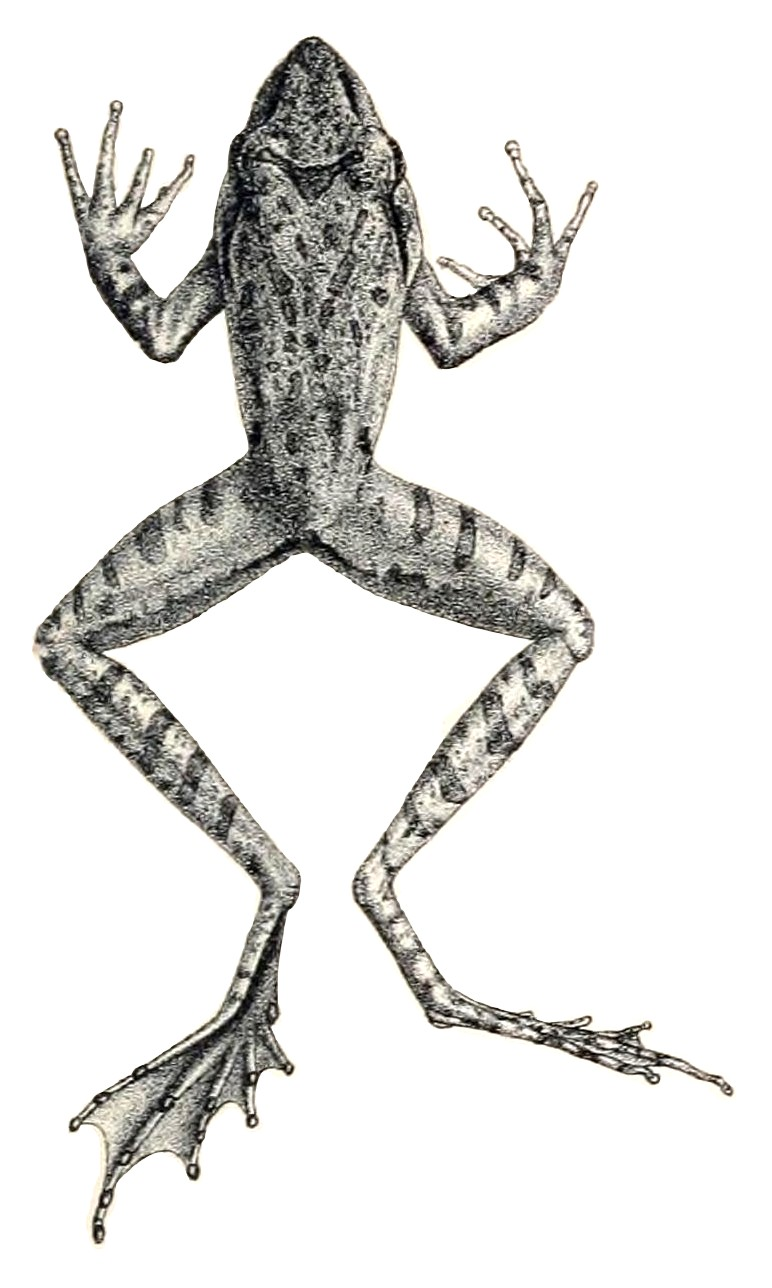